# Alte Synagoge (Straßburg)

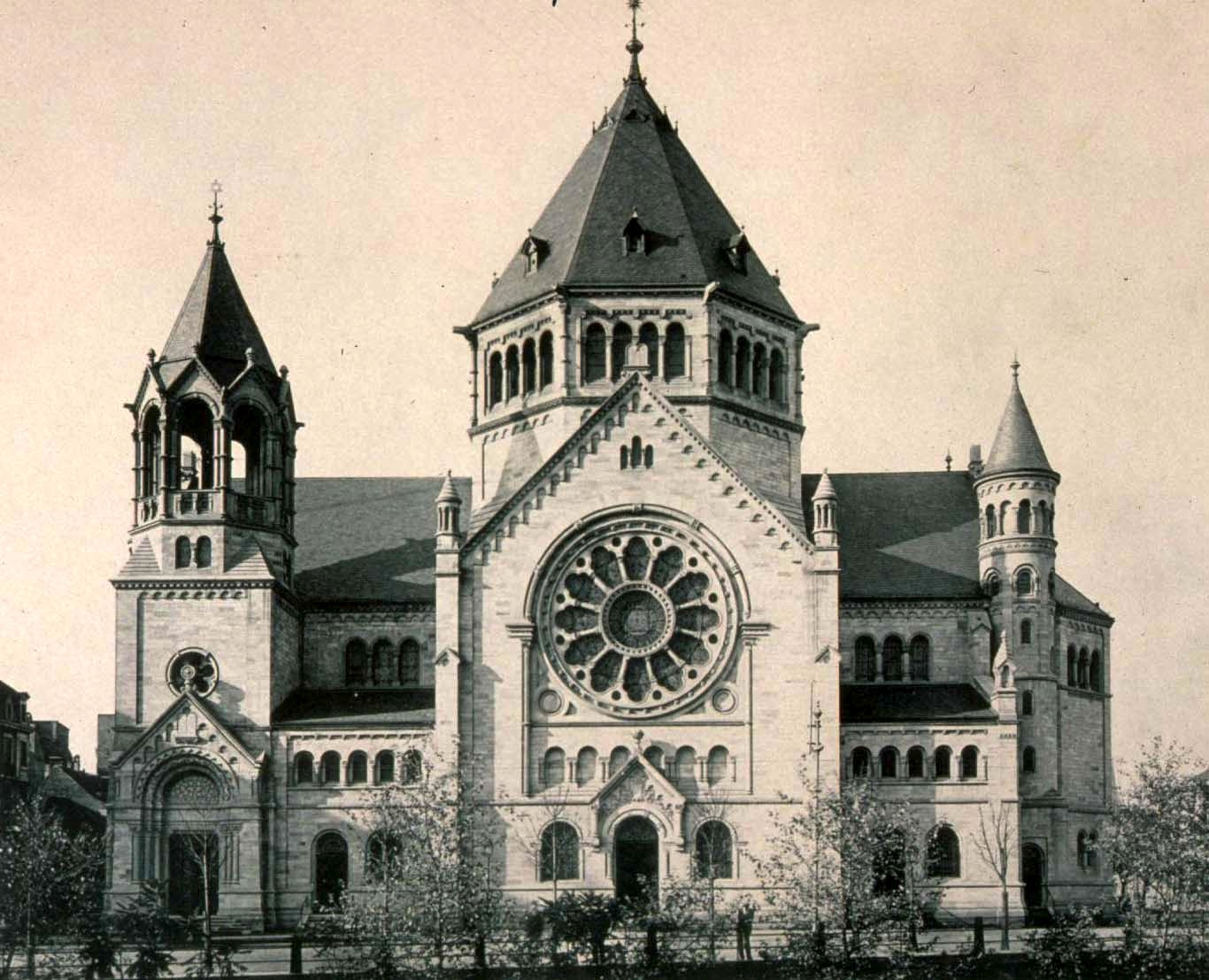
Seitenansicht (um 1898)

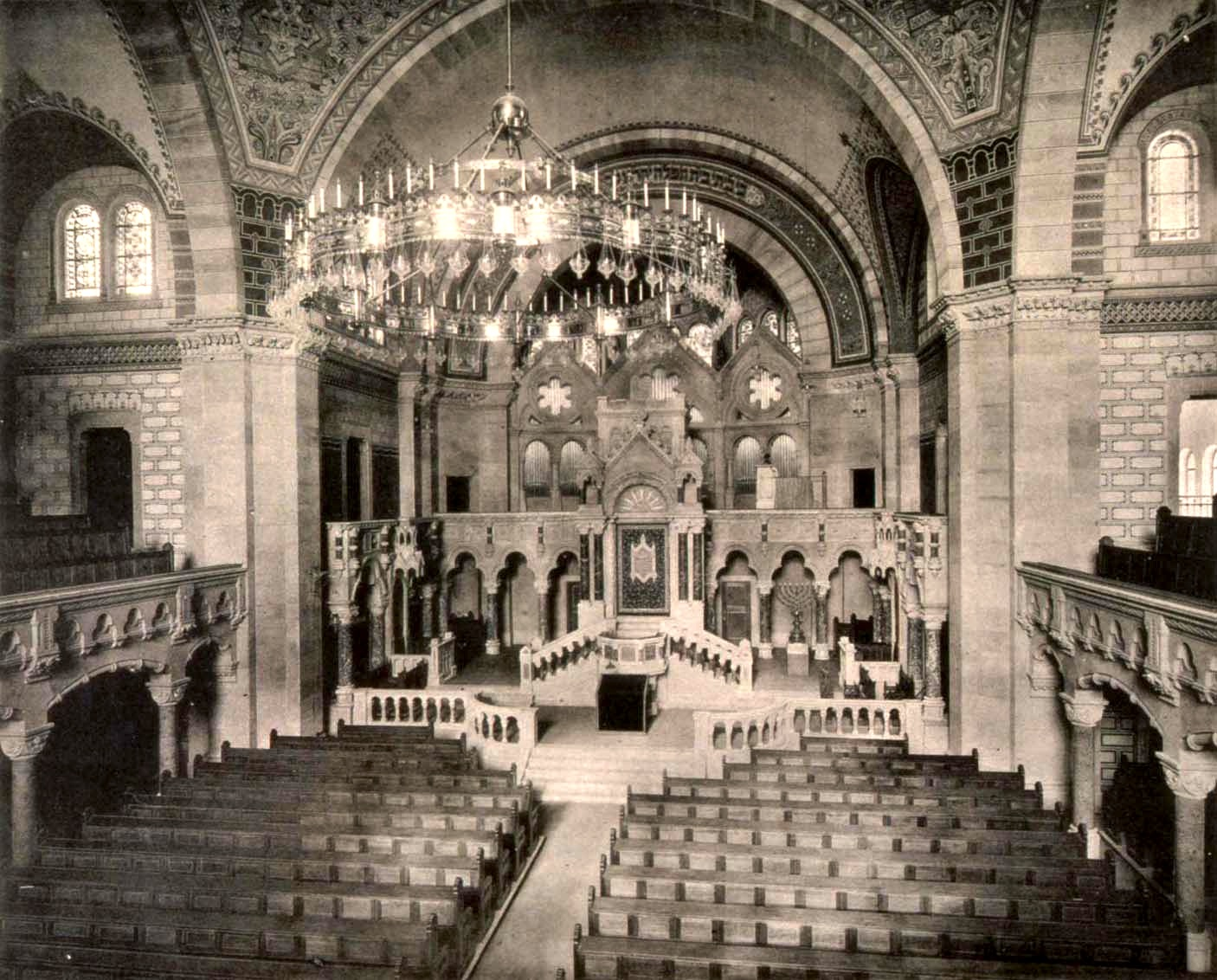
Innenansicht nach Osten (um 1900)

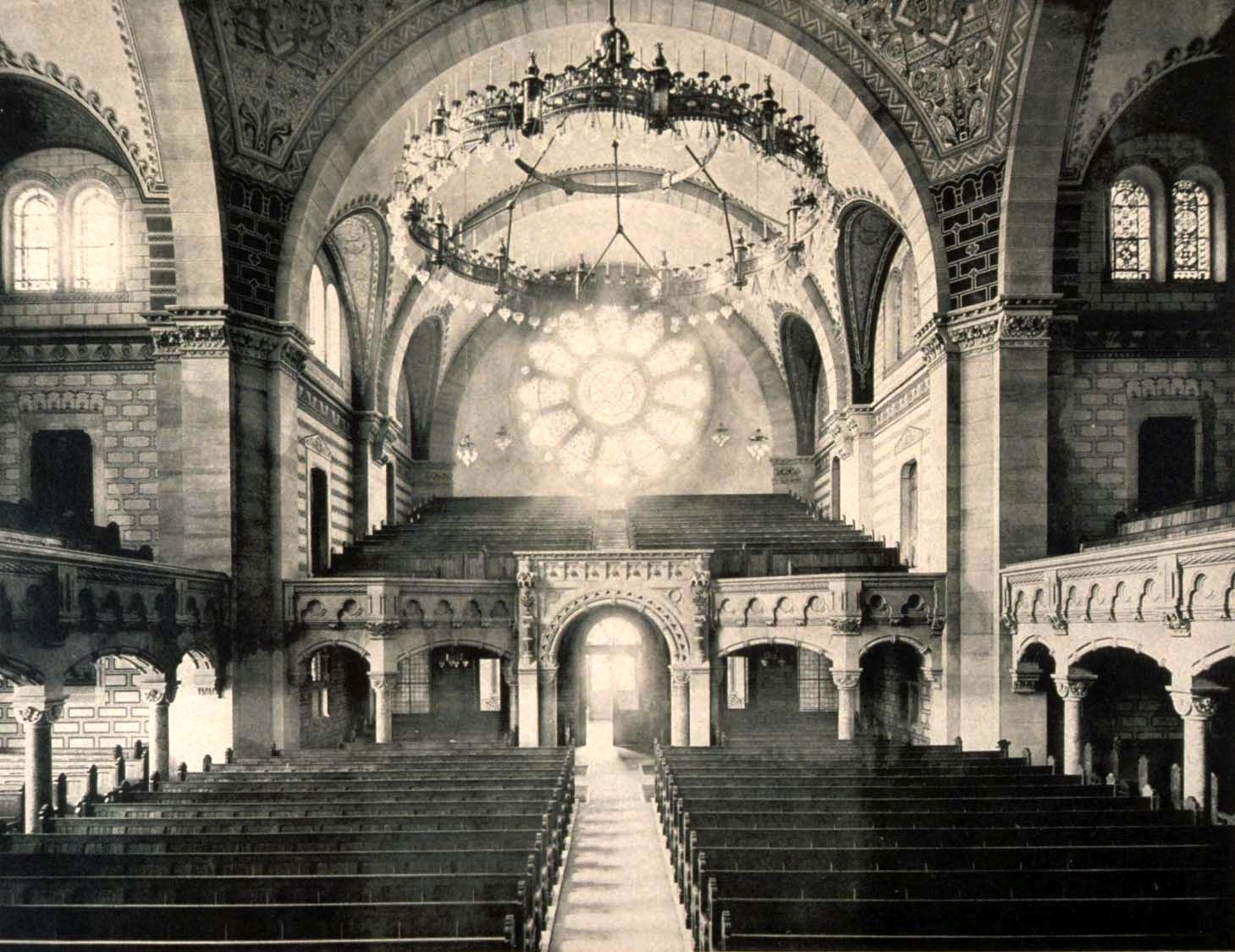
Innenansicht nach Westen (um 1898)

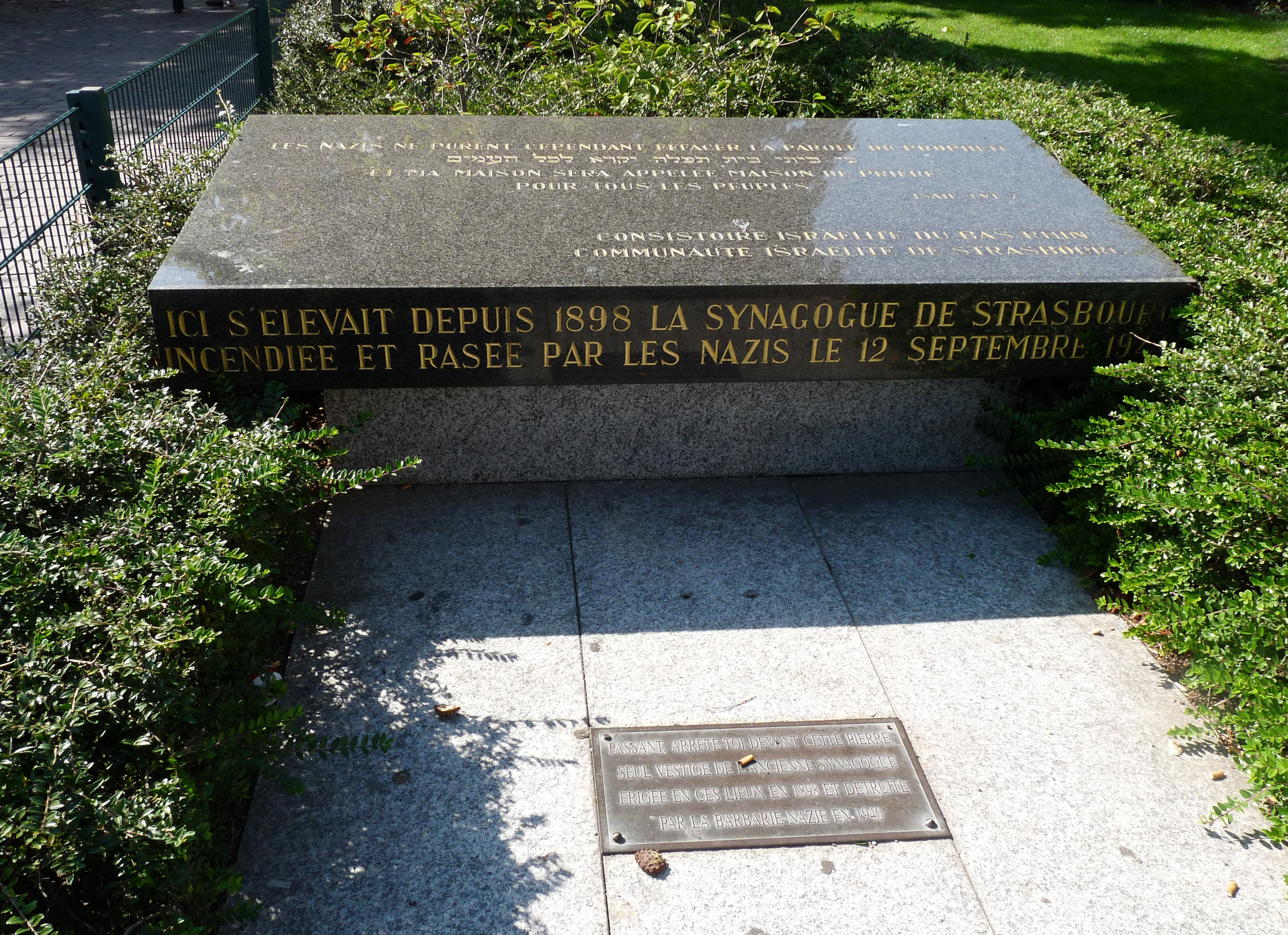
Gedenkstein an der Stelle der Alten Synagoge, 2010

Die Alte Synagoge war von 1898 bis 1940 die Hauptsynagoge der jüdischen Gemeinde in Straßburg. Das Gebäude befand sich am Quai Kléber (bis 1918: Kleberstaden) zwischen der Rue de Sébastopol und der Rue du Marais Vert.
Der Sakralbau wurde von 1895 bis 1898 nach Plänen von Ludwig Levy im Stil der Neuromanik erbaut. Ausführender Architekt war Adolf Singrün aus Rastatt. Der erste Spatenstich erfolgte im Juni 1895, die Grundsteinlegung fand am 9. April 1896 statt. Am 27. November 1897 waren die Bauarbeiten beendet, die feierliche Einweihung wurde am 8. September 1898 begangen. Die Kosten, über 800.000 Mark, wurden zu 70 % von der jüdischen Gemeinde getragen.
Der auf einem achteckigen Grundriss ruhende massive Vierungsturm (54 m hoch) war das Hauptaugenmerk des jüdischen Gotteshauses, das nach dem Vorbild der rheinischen Kaiserdome (insbesondere Worms) errichtet wurde. Weitere Merkmale waren die gewaltigen Fensterrosen der Westfassade sowie der Fassade am Kleberstaden (quai Kléber), an der sich auch der Haupteingang befand. Sämtliche Glasfenster für die Synagoge schuf Alexander Linnemann.
Das Gotteshaus konnte insgesamt 1.639 sitzende Personen fassen, darunter 1.479 im zweigeschossigen Hauptschiff (46 m lang, 19 m breit), 40 im Chor und weitere 100 im Nebenbetraum für Wochentage. Die Synagoge war 1898 mit einer Walcker-Orgel ausgestattet worden, die aufgrund ihres verschlechterten Zustands 1925 mit einer Orgel aus dem Hause Roethinger (Straßburg) ersetzt wurde. Von der Roethinger-Orgel ist seit der Zerstörung 1940 nichts mehr erhalten, Teile der Walcker-Orgel wurden 1942 jedoch von Edmond-Alexandre Roethinger in die Orgel der Mauritiuskirche eingebaut. Die feierliche Einweihung der prachtvollen Roethinger-Orgel fand am 25. August 1925 mit einem großen Konzert von Émile Rupp und Kollegen aus Straßburg und Paris statt. Rupp war bereits seit 1914 Organist an der Synagoge und hatte in einem Bericht vom 7. März 1923 den Einbau der neuen Orgel angeregt.
Nachdem die Wehrmacht im Zuge des Frankreichfeldzugs auch das Elsass besetzt hatte, wurde die Alte Synagoge von einem badischen Hitlerjugend-Kommando, dem sich einige Elsässer angeschlossen hatten, in Brand gesetzt, nachdem die nationalsozialistische Verwaltung zuvor die Räumung (bzw. Plünderung) des Mobiliars veranlasst hatte. Als Datum des Brandanschlags wird laut polizeilichem Bericht vom 2. Oktober 1940 die Nacht vom 30. September zum 1. Oktober 1940 angegeben, allerdings berichtete ein Straßburger Feuerwehrhauptmann von einem bereits am 12. September stattgefundenen Brand. In der lokalen Presse, die unter deutscher Zensur stand, wurde erst am 7. März 1941 davon berichtet, als die Überreste der Synagoge abgerissen und der Boden planiert wurde. Am 3. Oktober 1976 wurde an der Stelle ein erstes Denkmal für die Synagoge eingeweiht. Am 24. November 1994 (50. Jahrestag der Befreiung Straßburgs) wurde die Gedenkstätte um eine größere Tafel ergänzt, die Einweihung fand im Beisein des damaligen Premierministers, Édouard Balladur, statt. Am Tag darauf wurde die Linie A der Straßenbahn Straßburg eröffnet und mit ihr die Haltestelle Ancienne Synagogue – Les Halles am Quai Kléber. Auf der größeren Gedenktafel steht die Inschrift:

« ICI S’ÉLEVAIT DEPUIS 1898 LA SYNAGOGUE DE STRASBOURG
INCENDIÉE ET RASÉE PAR LES NAZIS LE 12 SEPTEMBRE 1940 »

„Hier befand sich seit dem Jahr 1898 die Synagoge von Straßburg
Sie wurde am 12. September 1940 durch die Nazis in Brand gesetzt und abgebrochen“

Kurz vor Pessach 2013 wurde bekannt, dass ein steinernes Handwaschungsbecken aus der Synagoge seit Jahrzehnten einen Straßburger Vorgarten zierte. Das original erhaltene Bauteil wurde der Straßburger Kultusgemeinde übergeben, die es vorläufig auf dem Gemeindefriedhof in Cronenbourg aufstellen wird. Eine (vom Bildhauer signierte) Skulptur eines Löwen, ebenfalls ein Fragment der zerstörten Synagoge, wird bereits seit Jahren vom Consistoire israélite du Bas-Rhin aufbewahrt.
Anfang März 2019 wurde das Denkmal am früheren Standort der Synagoge beschädigt, indem der Gedenkstein mit der Inschrift von seinem Sockel gestoßen wurde. Zunächst wurde eine antisemitische Tat vermutet, später gab die Justiz aber bekannt, der Stein sei von einem Autofahrer beim Rückwärtsfahren aus Versehen gerammt worden.
Anfang 2024 beschloss die Stadt, am Ort der alten Synagoge einen Erinnerungsgarten (jardin en mémoire des victimes de la Shoah) zu bauen. Er soll 2025 eingeweiht werden.